# Гвоздики вугільні
Гвоздики вугільні, гвоздика вугільна (Dianthus carbonatus) — вид рослин з родини гвоздикових (Caryophyllaceae), поширений у Молдові й Україні.

## Опис
Багаторічна рослина 10–30 см заввишки. Чашечки, листки і стебло шорстко запушені. Листки вузько-лінійні, притиснуті до стебла. Пластинка пелюсток 5–6 мм довжиною, рожево-червоні, з темними плямами. Приквіткові луски вкривають чашечку до 1/2. Чашечка 18-20 мм довжиною. Квітки поодинокі або по 2–3 на кінцях стебел і гілок. Насіння вугільно-чорне.

## Поширення
Поширений у Молдові й Україні.
В Україні вид зростає на кам'янистих степах, вапняках і сланцях — у Лісостепу, Степу та Криму, розсіяно.